# Lampropholis
Lampropholis is een geslacht van hagedissen uit de familie skinken (Scincidae).

## Naam en indeling
De wetenschappelijke naam van de groep werd voor het eerst voorgesteld door Leopold Fitzinger in 1843. Er zijn tegenwoordig veertien soorten, de soorten Lampropholis bellendenkerensis, Lampropholis elliotensis en Lampropholis similis werden voor het eerst in 2018 beschreven. Deze soorten worden in veel literatuur nog niet vermeld.

## Uiterlijke kenmerken
De lichaamslengte exclusief staart is 3,5 tot 5 centimeter, de staart is langer als het lichaam. De poten zijn goed ontwikkeld en hebben vijf vingers en tenen. De lichaamskleur is meestal bruin met een vlekken- of strepentekening.
De gehooropeningen hebben geen kleine lobjes zoals bij andere skinken het geval is. De oogleden zijn beweegbaar, het onderste ooglid heeft een doorzichtig venster zodat de skink met gesloten ogen toch kan zien. De paritaalschubben zijn raken elkaar. De frontoparietaalschubben zijn vergroeid tot een geheel. De nasaalschubben zijn ver uit elkaar gelegen.

## Verspreiding en habitat
Alle soorten komen endemisch voor in Australië. De meeste soorten komen alleen voor in de staat Queensland. De soort Lampropholis delicata is daarnaast geïntroduceerd in Nieuw-Zeeland en Hawaï.
De habitat bestaat uit vochtige gebieden, sommige soorten komen echter op drogere rotsige ondergronden voor. Ook in parken en tuinen kunnen de hagedissen worden aangetroffen. In veel gebieden zijn de meest algemene reptielen.
Door de internationale natuurbeschermingsorganisatie IUCN is aan elf soorten een beschermingsstatus toegewezen. Negen soorten worden beschouwd als 'veilig' (Least Concern of LC), en twee soorten worden als 'onzeker' (Data Deficient of DD) gezien omdat er weinig informatie is over hun verspreidingsgebied.

## Levenswijze
De hagedissen zijn bodembewoners die vaak zonnen. Bij verstoring wordt de strooisellaag opgezocht om in te schuilen. Alle soorten zetten eieren af, vaak in gezamenlijke nestplaatsen. Hier kunnen tot meer dan 100 eieren worden aangetroffen, afkomstig van meerdere vrouwtjes. Op het menu staan insecten en andere kleine ongewervelden.

## Soorten
Het geslacht omvat de volgende soorten, met de auteur en het verspreidingsgebied.
| Naam                           | Auteur                                                                             | Verspreidingsgebied |
| ------------------------------ | ---------------------------------------------------------------------------------- | --- |
| Lampropholis adonis            | Ingram, 1991                                                                       | Australië (Queensland) |
| Lampropholis amicula           | Ingram & Rawlinson, 1981                                                           | Australië (New South Wales, Queensland)                                                                                             |
| Lampropholis bellendenkerensis | Sonal Singhal, Conrad J. Hoskin, Patrick Couper, Sally Potter & Craig Moritz, 2018 | Australië (Queensland) |
| Lampropholis caligula          | Ingram & Rawlinson, 1981                                                           | Australië (New South Wales) |
| Lampropholis coggeri           | Ingram, 1991                                                                       | Australië (Queensland) |
| Lampropholis colossus          | Ingram, 1991                                                                       | Australië (Queensland) |
| Lampropholis couperi           | Ingram, 1991                                                                       | Australië (Queensland) |
| Lampropholis delicata          | De Vis, 1888                                                                       | Australië (New South Wales, Queensland, Tasmanië, Victoria, Zuid-Australië), Hawaï (geïntroduceerd), Nieuw-Zeeland (geïntroduceerd) |
| Lampropholis elliotensis       | Sonal Singhal, Conrad J. Hoskin, Patrick Couper, Sally Potter & Craig Moritz, 2018 | Australië (Queensland) |
| Lampropholis elongata          | Greer, 1997                                                                        | Oostelijk Australië |
| Lampropholis guichenoti        | Duméril & Bibron, 1839                                                             | Australië (New South Wales, Queensland, Victoria, Zuid-Australië)                                                                   |
| Lampropholis mirabilis         | Ingram & Rawlinson, 1981                                                           | Australië (Queensland) |
| Lampropholis robertsi          | Ingram, 1991                                                                       | Australië (Queensland) |
| Lampropholis similis           | Sonal Singhal, Conrad J. Hoskin, Patrick Couper, Sally Potter & Craig Moritz, 2018 | Australië (Queensland) |